# Swainsona monticola
Swainsona monticola är en ärtväxtart som beskrevs av George Bentham. Swainsona monticola ingår i släktet Swainsona och familjen ärtväxter. Inga underarter finns listade i Catalogue of Life.